# Stargazer (пісня Rainbow)
Stargazer (МФА: [stɑːɡeɪzə], з англ. — Звіздар) — п'ята доріжка з альбому Rising британсько-американського рок-гурту Rainbow. Пісня, в якій ідеться про чарівника, чия затія злетіти, побудувавши вежу аж до зірок призвела до поневолення багатьох людей, відома, зокрема, соло-гітарною партією Річі Блекмора та барабанною Козі Павелла.

## Про пісню
«Stargazer» починається з короткого барабанного соло Павелла, «великого барабанного моменту», який часто наводять як приклад його техніки. Для запису струнних аранжувань запрошсили Мюнхенський філармонічний оркестр. Соло Блекмора після другого куплета (фригійський домінантовий лад) називають одним з кращих його творів. Сам Блекмор називав «Stargazer» улюбленим треком з Rising.
За словами автора слів Ронні Джеймса Діо, текст пісні написано від імені «раба часів Єгипетської імперії». Чарівник-астроном, «одержимий ідеєю польотів», за допомогою багатьох рабів зводить вежу, з якої він зможе злетіти. Люди зводять вежу у важких умовах («In the heat and rain, with whips and chains; / to see him fly, so many died» — «У спеку і дощ, під батогом і в ланцюгах / Щоб побачити його політ, багато хто загинув») в очікуванні дня, коли їх страждання закінчаться. Зрештою чарівник сходить на вершину вежі, але замість того, щоб полетіти, падає вниз і вмирає («No sound as he falls instead of rising / Time standing still, then there's blood on the sand» — «Ні звуку з моменту як він впав замість здійнятись / час зупинився; кров на піску»). Наступна за «Stargazer» композиція, «A Light in the Black», продовжує історію, оповідаючи про те, як поневолені чарівником люди, втративши сенс свого існування, «не знали, куди попрямувати і що робити», поки не побачили «світло в пітьмі».
У делюкс-видання альбому Rising 2011 року входить версія пісні зі вступним органним соло Тоні Кері.

## Відгуки критиків
Allmusic та MusicHound проголосили «Stargazer» класикою Rainbow; рецензент Allmusic описав її як «претенційний, збагачений струнними епік». Вінсент деМазі, аналізуючи гітарне соло, відзначив схильність Блекмора до побудови «класичної драми» з «близькосхідним ухилом». Джефф Перкінс назвав композицію «неймовірно епічною», виділяючи гітару Блекмора, вокал Діо та ударні Павелла. Аарон Арнсон (Sputnikmusic) також високо оцінив роботу Блекмора і Діо і назвав «Stargazer» найкращою композицією альбому. У березні 2023 року група авторів американського видання Rolling Stone включила композицію до списку «100 найвизначніших хеві-метал пісень усіх часів», де вона посіла 14 позицію.

## Концертне виконання
«Stargazer» написано перед першим концертним туром Rainbow у США і гурт виконував її на всіх концертах з Діо 1975-76 років, а також у складі з Боннетом до 1980 року. Потім композицію із сет-лісту гурту виключили. Починаючи від 1990-х років «Stargazer» періодично виконувалася на концертах Dio.
Пісня знову "зазвучала на концертах Rainbow, починаючи з міні-туру 2016 року на честь 40-річчя альбому Rising.

## Учасники запису
- Ронні Джеймс Діо — вокал;
- Річі Блекмор — гітари;
- Джиммі Бейн — бас-гітара;
- Тоні Кері — клавішні;
- Козі Павелл — ударні, перкусія

за участю
- Мюнхенський філармонічний оркестр — струнна та мідна секції;
- Фріц Зоннляйтнер (нім. Fritz Sonnleitner) — концертмейстер;
- Райнер Пітш (нім. Rainer Pietsch) — диригент

## Кавер-версії
- 1998 року норвезький гурт Mundanus Imperium (за участю Йорна Ланде на вокалі) записав кавер-версію для альбому The Spectral Spheres Coronation.[14]
- 2001 року італійський гурт Доміне(інші мови) записав кавер-версію для альбому Stormbringer Ruler.[15]
- 2003 року американська співачка Лана Лейн(інші мови) записала кавер-версію для альбому Covers Collection.[16]
- 2003 року аргентинський гурт Barilari записав для свого дебютного альбому версію «Stargazer» іспанською мовою.[17]
- 2009 року американський гурт Dream Theater записав кавер-версію для альбому Black Clouds & Silver Linings.
- 2011 року данський гурт Týr записав кавер-версію для альбому The Lay of Thrym.
- Гурт із Нідерландів Arabesque (не плутати з жіночим диско-гуртом 1970-80-х) записав кавер-версію для триб'ют-альбому Blackmore's Castle — A Tribute To Deep Purple & Rainbow.
- 2014 року американський гурт Metallica записав попурі з композицій Rainbow періоду Діо під назвою «Ronnie Rising Medley» для триб'ют-альбому Ronnie James Dio - This Is Your Life.